# Laura, madre amante
Laura, madre amante  es el noveno capítulo de la segunda temporada de la serie de televisión argentina Mujeres asesinas. Este episodio se estrenó el día 6 de junio de 2006.
Este episodio fue protagonizado por Romina Gaetani en el papel de asesina. Coprotagonizado por Roberto Vallejos y Lucas Ferraro. También, contó con la actuación especial de Oscar Alegre. Y la participación de Vera Czemerinski.

## Desarrollo

### Trama
Laura (Romina Gaetani) y Diego (Roberto Vallejos) nunca fueron la pareja ideal, pero gracias a su hijo Lucas habían hallado el modo de sobrellevar el hastío de esa relación. La infelicidad de Laura, las continuas peleas, las amenazas y la violencia son cotidianas. En contrapartida, la relación entre padre e hijo es casi perfecta y comparten momentos alegres, entre ellos la pasión por el fútbol. Laura encuentra consuelo en su amante, Omar (Lucas Ferraro), de quien queda embarazada. Y cansada de los malos tratos de Diego quiere abandonarlo, pero él no la deja y la amenaza con matarla, matar a su hija y a su amante. Lucas se convierte en el testigo clave de la desgastada relación entre sus padres. La situación se vuelve insostenible, y Laura planifica un trágico final. Harta de Diego, y a punto de parir, lo duerme, lo golpea dos veces con una sartén, y al ver que está debilitado lo asfixia con una bolsa de plástico. Después el amante se encarga de tirarlo en un arroyo.

### Condena
Laura y Omar fueron condenados a prisión perpetua. Hasta el día de hoy no se pudo establecer con exactitud cómo fue asesinada la víctima. Lucas vive con su tía y con su abuela.

## Elenco
- Romina Gaetani
- Roberto Vallejos
- Lucas Ferraro
- Vera Czemerinski
- Oscar Alegre